# Cymbaline
Pistes de More
Green Is the Colour Party Sequence
Cymbaline est la sixième pièce de l'album More du groupe Pink Floyd. Elle relate un cauchemar. 
La version de cette chanson entendue dans le film More de Barbet Schroeder est différente de celle de la bande orginale, avec des paroles en partie différentes, mais toutes deux sont chantées par David Gilmour.
Pink Floyd a fréquemment joué cette chanson en concert entre 1969 et 1971. En 1969 notamment, cette pièce est intégrée, sous le titre Nightmare, dans la double-suite conceptuelle The Man and the Journey. Par la suite, elle sera jouée seule dans des versions dépassant 10 minutes. Elle disparaît du répertoire scénique de Pink Floyd à la fin de 1971.
La chanson a été reprise par le groupe Hawkwind en 1970, sur son album éponyme.

## Personnel
- David Gilmour – guitare, chant
- Roger Waters – basse
- Richard Wright – orgue, piano
- Nick Mason – batterie, percussions
- Lindy Mason - flûte

## Liens
- Site officiel de Pink Floyd
- Site officiel de Roger Waters
- Site officiel de David Gilmour